# Слободан пад (филм из 1985)
„Слободан пад” је југословенски и македонски ТВ филм из 1985. године који је режирао Богдан Поп Ђорчев. 

## Улоге
| Глумац             | Улога |
| ------------------ | ----- |
| Јорданчо Чевревски |       |
| Аце Ђорчев         |       |
| Душан Костовски    |       |